# 이와사키 히로미 (가수)
이와사키 히로미(岩崎 宏美, 본명:今 宏美(혼인 전 성씨 : 岩崎), 1958년 11월 12일 ~ )는 일본의 가수 겸 배우이다. 히로린(ヒロリン)이라는 별명으로 불리기도 한다.

## 경력
도쿄도 고토구에서 목재기기를 수입하는 회사 사장의 세 딸 중 둘째로 태어났다. 1961년에 태어난 동생은 1985년에 애니메이션 《터치》의 주제가 《터치(タッチ)》를 부른 이와사키 요시미(岩崎 良美)이다.
초등학교에 입학하면서 노래 수업을 받았으며, 중학교 때에는 가수가 되기로 결심하고 마쓰다 도시(松田トシ)의 제자가 되었다. 이후 고등학교 때에는 배우 미즈타니 야에코(水谷八重子)의 제자가 되어 연기 지도를 받기도 하였다. 이후 1974년 2월에 스타 양성 프로그램인 《스타 탄생!(スター誕生！)》에 출전하여 그 해 여름 결승까지 진출하여 최우수상을 거머쥐었으며, 이때 8개 회사로부터 스카웃 제의를 받아 소속 사무소 및 레코드 회사와 계약을 맺었다. 그리고 트레이너 오모토 교케(大本恭敬)에게서 노래 지도를 받아 자신만의 가창 스타일을 확립시켰다.
이듬해인 1975년에 《듀엣(二重唱)》이라는 곡으로 데뷔하였으며, 같은 해 발매한 곡인 《로맨스(ロマンス)》가 히트하면서 각종 시상식에서 수상함과 동시에 《NHK 홍백가합전》에 첫 출연하는 쾌거를 이루어냈다. 1976년과 1983년에는 자신의 노래가 고시엔(甲子園)에서 열리는 춘계고교야구대회의 입장 행진곡으로 쓰였는데, 1986년에 동생인 이와사키 요시미의 노래도 선정되면서 자매가 모두 고시엔 입장 행진곡 가수로 선정되는 기록을 세웠다. 이후에도 여러 히트곡을 내면서 1970년대~1980년대의 일본 가요계를 대표하는 가수 중의 한 사람이 되었다. 그 밖에 배우로도 활약하면서 1979년에는 록 뮤지컬 《햄릿(ハムレット)》의 여주인공을 맡았고, 1987년부터 2007년까지 뮤지컬 《레 미제라블(レ･ミゼラブル)》의 팡틴 역을 맡았다. 그 밖에 여러 편의 드라마에도 출연하였다.
1988년에 결혼하여 두 아들을 낳았으며, 결혼과 함께 남편의 성을 따라 이름을 마스다 히로미(益田 宏美)로 바꾸고 활동하다가 독일로 옮겨가 살기도 하였다. 그러나 1995년 이혼하면서 이름을 다시 이와사키 히로미로 되돌리고 본격적으로 가수활동을 재개하였다. 2007년에는 체코 프라하에서 체코 필하모닉 오케스트라의 연주로 녹음한 앨범 《PRAHA》를 발표하였으며, 이듬해인 2008년 4월에 체코 공화국 친선대사에 위촉되었다. 2009년 4월에 10살 연하의 뮤지컬 배우 곤 다쿠야(今 拓哉)와 결혼하였다.
현재 일본에는 동명이인의 배우 이와사키 히로미(岩崎 ひろみ)가 있는데, 그녀의 아버지가 가수 이와사키 히로미의 이름을 따 지은 것이다.

## 작품

### 음악
- 《二重唱》(듀엣, 1975년)
- 《ロマンス》(로맨스, 1975년)
- 《センチメンタル》(센티멘탈, 1975년)
- 《未来》(미래, 1976년)
- 《悲恋白書》(비련백서, 1977년)
- 《熱帯魚》(열대어, 1977년)
- 《思秋期》(사추기, 1977년)
- 《シンデレラ･ハネムーン》(신데렐라 허니문, 1978년)
- 《春おぼろ》(봄 오보로[1], 1979년)
- 《万華鏡》(만화경, 1979년)
- 《恋待草》(사랑을 기다리는 풀꽃, 1981년)
- 《すみれ色の涙》(보랏빛 눈물, 1981년)
- 《聖母[2]たちのララバイ》(성모들의 자장가, 1982년)
- 《家路》(귀로, 1983년)
- 《決心》(결심, 1985년)
- 《未成年》(미성년, 1988년)
- 《愛という名の勇気》(사랑이라는 이름의 용기, 1993년)
- 《ぼくのベストフレンドへ》(나의 베스트프렌드에게, 2001년)
- 《夢》(꿈, 2001년) - 사다마사시(さだまさし)의 리메이크 곡
- 《手紙》(편지, 2004년) - 오카모토 마요(岡本真夜) 작사, 작곡
- 《ただ、愛のためにだけ》(오직, 사랑을 위해서만, 2005년) - 나카지마 미유키(中島みゆき) 작사, 작곡
- 《始まりの詩、あなたへ》(시작의 노래, 당신에게, 2008년) - 오에 센리(大江千里) 작사, 작곡

### 드라마
- 《火曜サスペンス劇場-誰かが見ている》(화요 서스펜스 극장-누군가가 보고있다, 1986년, NTV) - 주연
- 《男女7人秋物語》(남녀7인 가을이야기, 1987년, TBS)
- 《心はロンリー気持ちは…Ⅶ》(마음은 lonely 기분은 …Ⅶ, 1988년, 후지 TV)
- 《少年たち》(소년들, 1988년, NHK)

### 뮤지컬
- 《ハムレット》(햄릿, 1979년)
- 《レ･ミゼラブル》(레 미제라블, 1987년~2007년)

## 수상
- 1975년 《제17회 일본 레코드 대상》신인상.
- 1977년 《제19회 일본 레코드 대상》가창상.
- 1978년 《제20회 일본 레코드 대상》금상.
- 1979년 《제21회 일본 레코드 대상》금상.
- 1981년 《제10회 도쿄국제음악제 세계대회》은상.
- 1981년 《제23회 일본 레코드 대상》최우수 가창상.
- 1982년 《제13회 일본가요대상》대상.
- 1982년 《제15회 일본유선대상》유선음악상.
- 1983년 《제25회 일본 레코드 대상》금상.